# Emilia Lanier

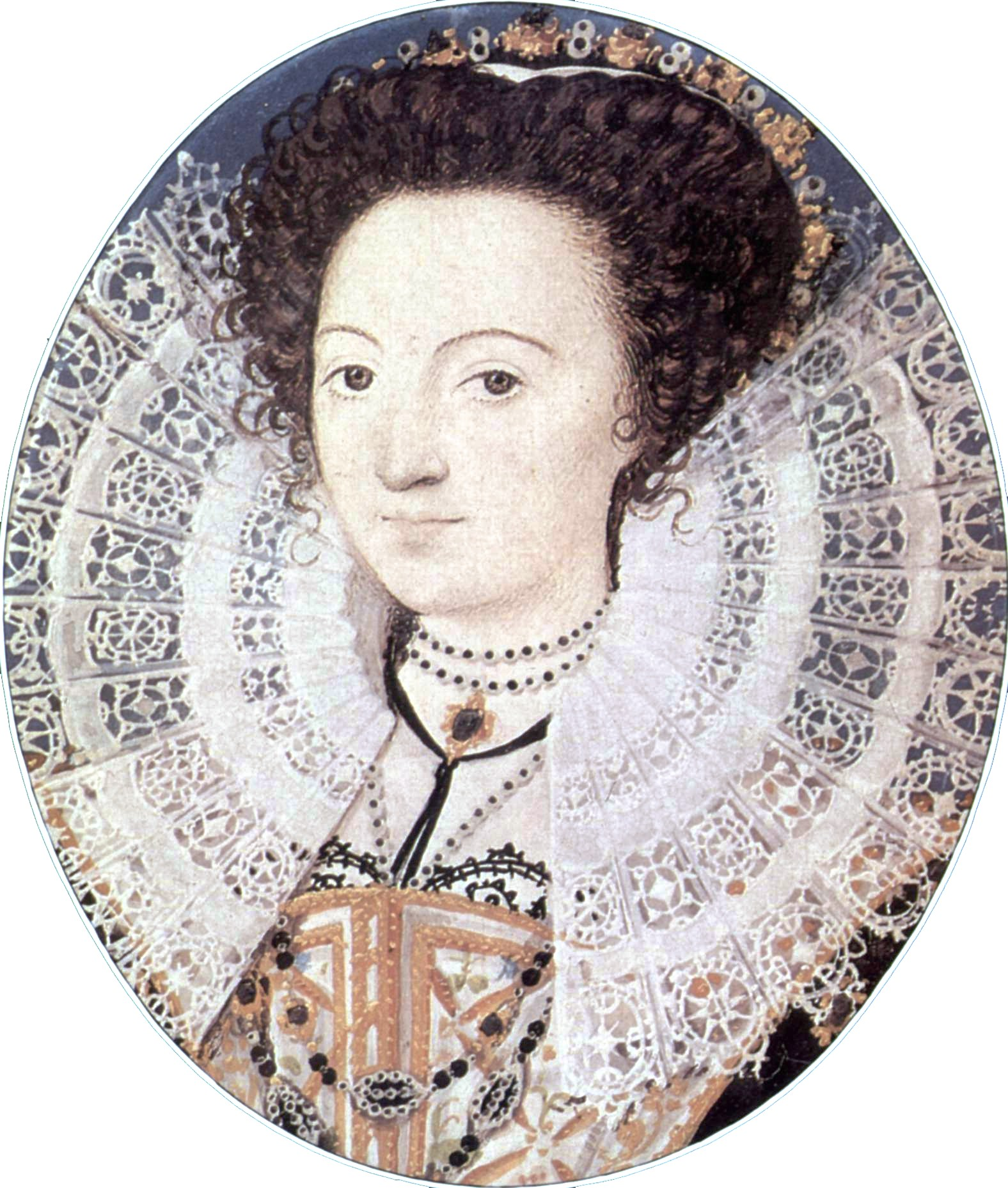
Emilia Lanier

Emilia Lanier (ur. 1569, zm. 1645) – angielska poetka, znana jako autorka tomiku Salve Deus Rex Judaeorum wydanego w 1611 roku.

## Życiorys
Emilia Lanier, której imię bywa zapisywane jako Aemilia lub Amelia, a nazwisko jako Lanyer, była córką włoskiego muzyka, wenecjanina Baptisty Bassano i jego żony, Margaret Johnson. Była kochanką Henry'ego Careya, pierwszego barona Hunsdon, kuzyna i szambelana królowej Elżbiety I Wielkiej. Będąc z nim w ciąży, wyszła za mąż za swojego kuzyna, dworskiego muzyka Alphonsa Lanyera. W 1593 urodziła syna Henry'ego Careya. Natomiast w 1598 wydała na świat córkę Lanyera, Odillyę, która żyła tylko dziesięć miesięcy. Uważana jest za pierwowzór Czarnej Damy z sonetów Williama Szekspira. Według jednej z teorii spiskowych była autorką sztuk wydawanych pod nazwiskiem Szekspira.

## Twórczość

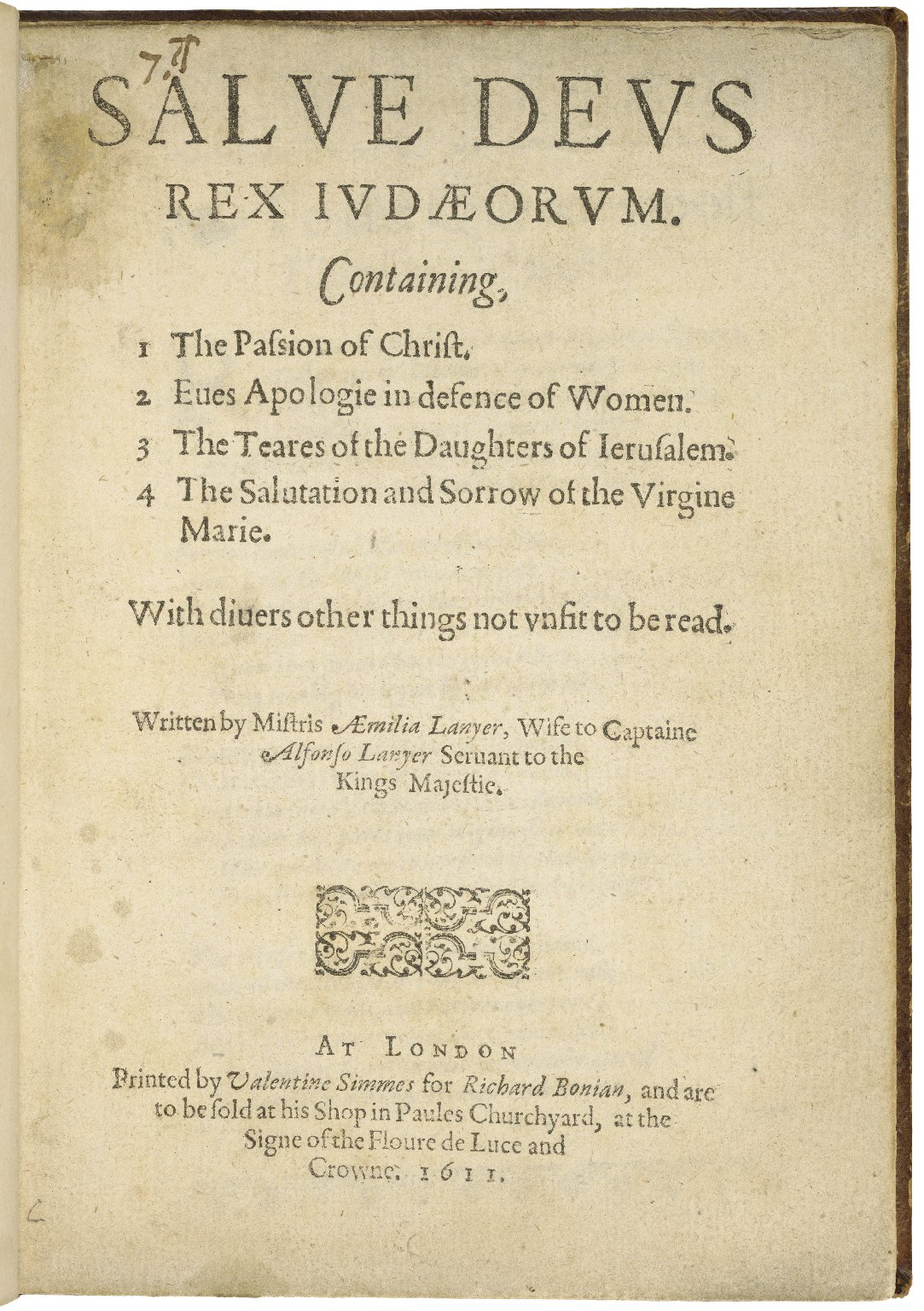
Tytułowa strona tomiku wierszy Emilii Lanier pt. ,,Salve Deux Rex Judaeorum" - wydanym w 1611 r.

Emilia Lanier była autorką wyrafinowanej formalnie liryki religijnej. Używała między innymi sekstyny ababcc (To the Queenes most Excellent Majestie), strofy siedmiowersowej ababacc (To the Lady Elizabeths Grace), strofy królewskiej ababbcc (To the Ladie Lucie, Countesse of Bedford) i oktawy abababcc (To the Ladie Anne, Countesse of Dorset).